# Encruamento

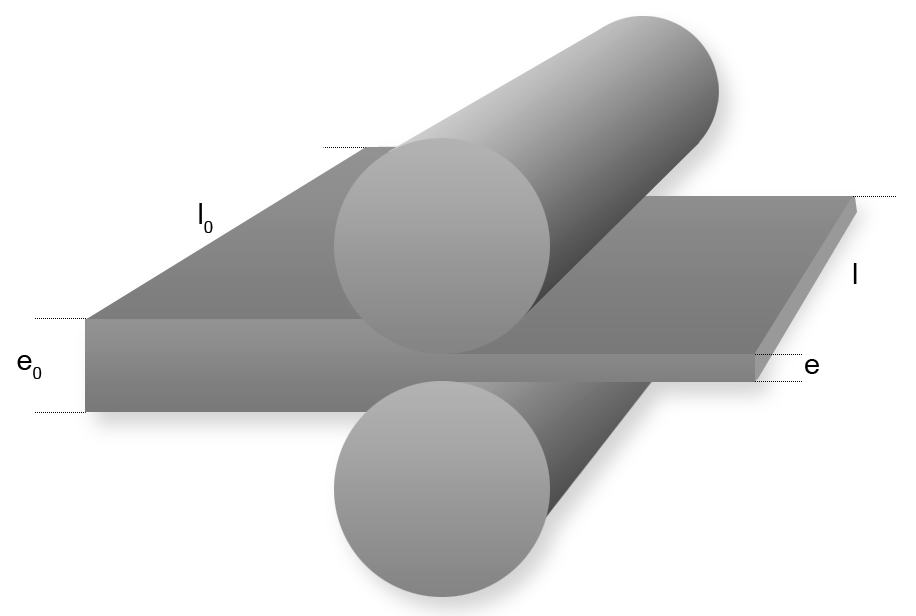
Ilustração de um encruamento

O encruamento, também chamado de trabalho a frio, é um fenômeno de modificação da estrutura cristalina dos metais em que a deformação plástica gera um aumento da densidade de discordâncias e consequentemente o aumento de resistência a deformação plástica do metal.

## Generalidades
O encruamento de um metal pode ser definido pelo aumento da rigidez por deformação plástica. Ocorre porque os metais se deformam plasticamente por movimentação de discordâncias, as quais interagem diretamente (entre si ou com outras imperfeições) ou indiretamente, com o campo de tensões internas de várias imperfeições e obstáculos. Essas interações levam a uma redução na mobilidade das discordâncias, e à necessidade de uma tensão maior para provocar maior deformação plástica.
O encruamento é também chamado de "trabalho à frio" porque ocorre em temperaturas abaixo da temperatura de recristalização. A temperatura de recristalização é a temperatura em que o metal recristaliza no período de uma hora.  Esse processo apresenta três etapas definidas: recuperação, recristalização e crescimento de grão.
Na recuperação, existe uma redução das discordâncias devido à difusão dos átomos. Os átomos se movimentam em decorrência da energia recebida pelo aumento da temperatura, e, sendo essa energia recebida superior à energia interna contida pelas tensões criadas das discordâncias, permite que os átomos  se movimentem parcialmente ou totalmente.
A recristalização é a etapa em que acontece a recriação dos grãos. Estes estão ainda deformados após a recuperação, e novos grãos passam a ser criados,  com uma configuração equiaxial. Para que ocorra a criação de novos grãos, deve acontecer a movimentação dos contornos de grão junto ao acúmulo de tensão nos contornos. A temperatura de recristalização é aquela na qual, em um período de uma hora, chega-se  a essa etapa.